# Simens
Simens (znak: S) mjerna je jedinica za električnu vodljivost u Međunarodnom sustavu jedinica (SI). Ime je dobila prema njemačkom izumitelju i industrijalcu Ing. Werneru von Siemensu, a 1971. je prihvaćena kao izvedena mjerna jedinica SI.
Na angloameričkom govornom području je u elektronici za ovu jedinicu uobičajen i zastarjeli naziv mho (znak: {\displaystyle \mho }).

## Definicija
Za uređaj s električnim otporom R električna vodljivost G definirana je kao:
{\displaystyle G={\frac {1}{R}}={\frac {I}{U}}}
gdje je:
- G vodljivost,
- R otpor,
- I struja kroz uređaj
- U električni napon (razlika električnog potencijala) na uređaju.

Jedinica za vodljivost simens definirana je kao:
1 S = 1 Ω-1 = 1 A/V = 1 A2/W = 1 kg−1·m−2·s3·A2
Primjer: Vodljivost otpornika otpora 5 oma je: G = 1/(5 Ω) = 0,2 S.

## Pogledaj
- Električni otpor